# أنطونيوس لوينبرغ
أنطونيوس لوينبرغ (1930-2010) (بالإنجليزية: Anthonius Josephus Maria Leeuwenberg)‏ هو عالم نبات هولندي.